# Gladys del Estal
Gladys del Estal Ferreño (Caracas, Venezuela, 1956-Tudela, Navarra, España, 3 de junio de 1979) fue una joven programadora y activista ecologista hispano-venezolana. Con 23 años, se convirtió en un símbolo del movimiento ecologista vasco durante el periodo de la Transición, debido a su asesinato a manos de la Guardia Civil durante la represión de una protesta autorizada antimilitarista y antinuclear en Tudela (Navarra).

## Biografía
Gladys del Estal Ferreño nació en 1956 en Caracas, Venezuela, hija de Enrique del Estal Añorga y Eugenia Ferreño, españoles refugiados tras la guerra civil española (1936-39). Su padre había luchado en el bando republicano, integrado en el batallón Meabe de las Juventudes Socialistas Unificadas, que formaba parte del Ejército Vasco. Cuatro años más tarde, la familia decidió regresar a España y se asentó en la ciudad vasca de San Sebastián. Los Estal-Ferreño vivieron en el barrio donostiarra de Eguía, primero en la calle Aldakonea y posteriormente en un piso de la moderna Torre de Atocha construida en dicho barrio. Gladys estudió en el Colegio Presentación de María y posteriormente administración en el Centro Cultural Femenino Nazaret. En 1973 comenzó sus estudios universitarios en la Facultad de Informática de San Sebastián, donde acabó la licenciatura en 1978. En el momento de su muerte compaginaba estudios de Química en la universidad con un trabajo de programadora informática en una pequeña empresa.
Gladys del Estal era miembro del Grupo Ecologista de Egia y murió a los 23 años de edad en Tudela (Navarra) por un disparo efectuado por la Guardia Civil a bocajarro durante una manifestación antinuclear y antimilitarista.

## Los antecedentes
Tras la muerte del dictador Francisco Franco, se abrió la llamada Transición española en el que se realizó el cambio del régimen franquista a un régimen democrático de corte europeo. En 1979 ya se había promulgado la Constitución pero todavía existía una gran tensión entre quienes eran partidarios de una ruptura democrática y quienes buscaban una solución de compromiso.
En el País Vasco y Navarra había una especial situación política, en la que la existencia de ETA tenía un peso relevante. En esa situación, se produjeron graves sucesos en los años anteriores, en algunos de los cuales se vieron además involucradas personas pertenecientes a cuerpos de seguridad, como los sucesos de Montejurra en 1976, los acaecidos en la semana proamnistía de mayo de 1977, las actividades de los Guerrilleros de Cristo Rey en Pamplona, con miembros de las fuerzas de seguridad fuera de servicio, y los ocurridos en los Sanfermines de 1978. 
El accidente de Three Mile Island en Harrisburg (Estados Unidos) a finales de marzo de 1979 espoleó el movimiento contrario a la utilización de la energía nuclear en todo el mundo. El País Vasco y Navarra no fueron ajenos a este movimiento. 
El Plan Energético Nacional contemplaba la puesta en funcionamiento de una amplia red de centrales nucleares, tres de las cuales iban a ser ubicadas en la Costa Vasca y otra en la ribera del Ebro, cerca de Tudela. La Central nuclear de Lemóniz era la central nuclear cuyo proyecto iba más avanzado y a cuya puesta en marcha se oponía activamente el movimiento ecologista. Además, el movimiento antinuclear vasco se retroalimentaba de una efervescencia política y social causada por otros motivos.

## Los acontecimientos
El 3 de junio de 1979 se había convocado una Jornada Internacional contra la Energía Nuclear. Con motivo de esta jornada, el movimiento ecologista organizó una concentración en Tudela (Navarra) para protestar contra el Plan Energético Nacional, solicitar la paralización de la central de Lemóniz y de los restantes proyectos nucleares, incluido el que se planeaba realizar en Navarra. Además, la concentración convocada tenía también un carácter antimilitarista, ya que se protestaba asimismo contra el Polígono de tiro de las Bardenas, cercano a Tudela.
La concentración estaba autorizada por las autoridades gubernativas, pero también había sido convocada una marcha de protesta desde Tudela hasta el polígono de tiro en la que se pensaba entrar en los terrenos militares. Debido a ello, desde el Estado se respondió con una nutrida presencia policial que tomó en la práctica la ciudad de Tudela.
Gladys del Estal acudió a Tudela desde San Sebastián junto con otros miembros del Grupo Ecologista de Eguía para participar en esos actos de protesta.
En medio de la concentración popular, de varios miles de personas en un parque tudelano, y mientras los asistentes se encontraban almorzando, se produjo una carga policial muy violenta, con lanzamiento de numerosos botes de humo y utilización de medios antidisturbios, que ocasionó la desbandada de los concentrados, entre los que se encontraba el Diputado Foral Jesús Bueno Asín, que intentó en vano detener la carga.
La policía (aún los famosos grises, Policía Armada del régimen franquista, llamados así por el color de sus uniformes) expulsó a los concentrados, mediante dos filas de policías fuertemente armados, hasta el puente que cruza el río Ebro a su paso por Tudela. 

### La muerte de Gladys
Al otro lado del puente se había habilitado un aparcamiento para los asistentes a los actos de protesta. Numerosos manifestantes comenzaron a abandonar el lugar con sus vehículos, al igual que otros muchos que salían de Tudela tras la intervención policial. Fuera del casco urbano tudelano, la custodia del orden público estaba encomendada a la Guardia Civil, en concreto a su Agrupación de Tráfico.
Un grupo de jóvenes empezó una sentada en la misma salida del puente, y entonces, un grupo de guardias civiles se acercó a ellos. Poco después, un disparo del guardia civil José Martínez Sala a escasos centímetros de distancia de la joven le produjo la muerte prácticamente en el acto al penetrarle la bala por la nuca.
Martín Anso, portavoz de Eguzki (grupo ecologista vasco), manifiesta que después del mediodía, justo cuando iba a retomarse las intervenciones de los participantes desde el quiosco de la plaza de Tudela, llegaron cuatro furgonetas y un autobús de la Policía Armada, lo que hizo que varios organizadores y cargos electos que participaban en el acto fueran a hablar con los mandos policiales sin que diera ningún resultado. La policía cargó con material antidisturbios (botes de humo y pelotas de goma) contra manifestantes, abortando la jornada de protesta ecologista. La disculpa dada fue que alguien había gritado "alde hemendik!" ("¡fuera de aquí!" en euskera). La gente comenzó a retirarse a los autobuses. Algunas personas se sentaron en el suelo, entre ellas Gladys, junto al puente del Ebro. Un grupo de guardias civiles se dirigió hacia los manifestantes. Entre ellos se encontraba José Martínez Salas, que portaba un subfusil Z-70, fue donde Gladys y la increpó para que se levantara. Se escuchó un disparo y la joven cayó al suelo con un tiro en la nuca que le atravesaba el cráneo.
Según la versión del Gobierno Civil, cuando se encontraban en labores de disuadir a los presentes para que dejaran libre la vía, un manifestante agarró con fuerza la metralleta que, colgada del hombro, portaba uno de los guardias, tratando de arrebatársela. El guardia sujetó el arma y se echó hacia delante para contrarrestar el tirón, llegando casi a perder el equilibrio. En el forcejeo se produjo un disparo del arma que alcanzó a Gladys del Estal Ferreño.

### Las consecuencias
El movimiento antinuclear se vio sacudido por estos hechos que marcaron un punto de inflexión en el mismo. La sociedad vasca respondió con movilizaciones populares de cierta importancia que duraron varios días, en los que se vivieron situaciones de violencia en algunas ciudades del País Vasco y en la Comunidad Foral de Navarra.
El guardia civil autor del disparo mortal, José Martínez Salas, fue juzgado el 14 de diciembre de 1981 en Pamplona, siendo condenado como autor de un delito de imprudencia temeraria con resultado de muerte a dieciocho meses de prisión, condena que no llegó a cumplir en su totalidad, y al pago de una indemnización de 2 millones de pesetas, que pagó el Estado español. El tribunal entendió probado que al guardia se le disparó el subfusil de forma no intencionada. La sentencia dice: 

... el guardia civil José Martínez Salas, junto a otros compañeros, recibió la orden de dispersar a las personas que se encontraban sentadas en una carretera que conduce a Tudela. Cuando la joven Gladys del Estal procedía a levantarse del suelo, a José Martínez se le disparó el subfusil, originándose un disparo que causó la muerte inmediata de la joven. La sentencia considera que el guardia civil es autor responsable de un delito de imprudencia temeraria, con resultado de muerte...

La sentencia fue un nuevo motivo de movilizaciones de protesta, incluyendo una huelga general en el País Vasco y Navarra, apoyada por la izquierda vasca y por el PSOE y el PCE.

### Detalles de la sentencia
La sentencia manifiesta que José Martínez Salas disparó en una acción de "omisión negligente no maliciosa" y califica de "temeraria la conducta del agente al carecer de las más elementales precauciones en su actuar, es una acción incorrecta y precipitada ante la falta de peligro", calificando de "gravemente imprudente montar el arma Z-70 y quitar el seguro y tras ello emplearla como medio coactivo contra la joven", concluyendo que "es claramente previsible que un arma de fuego de las características del subfusil se puede disparar en tales circunstancias, máxime si se emplea para golpear o empujar a una persona, extremo éste que no ha quedado demostrado". También afirmaba que "un subteniente disparó al aire y ordenó a 5 guardias civiles que desalojaran a una decena de jóvenes que se habían sentado delante de un camión para cortar la circulación, entre las que se encontraba Gladys del Estal. “Le obligó a levantarse, empujándola o golpeándola con el subfusil, cuando se incorporaba se disparó el arma al moverse ésta bruscamente en el momento en que la boca de fuego se situaba a unos 3 centímetros del cuello de la referida muchacha". La versión que se plasmó en el texto de la sentencia, no fue aportada por ningún testigo ocular de los hechos.
La autopsia de Gladys del Estal reveló que el disparo fue realizado a muy poca distancia, inferior a 3 cm, pudiéndose pensar que la boca del fusil pudiese haber sido aplicada sobre el mismo cuello, de atrás adelante, de fuera a adentro y de abajo a arriba, llegando a crear una lesión por quemadura del cañón. El informe del forense no se incorporó a la documentación del caso hasta el 11 de septiembre de 1981.
Hay varios testimonios de testigos presenciales de los hechos. El guarda de la papelera, que estaba junto al lugar de los hechos, manifestó 

que el guardia civil golpeó con la culata a la joven, que profirió un grito e intentó levantarse y que en dicho momento el citado guardia civil le disparó un tiro en la cabeza. .../... que no vio a ningún manifestante intentar golpear a ningún guardia civil ni intentar quitarle el arma.

El camionero Ángel Hernández, que estuvo retenido por las protestas justo en el puente del Ebro, dijo 

unos 50 jóvenes que estaban parando la circulación y unas 7 u 8 chicas sentadas. El subteniente dijo ‘os doy cinco minutos para desalojar’, prácticamente antes de terminar de hablar empezaron a dar culatazos. Por el costado izquierdo de una de las chicas un guardia civil le pegó por detrás con el arma, cayó hacia delante e inmediatamente después dio un tiro por detrás, cayendo sobre el hombro derecho.

 Lo mismo manifestó su acompañante, su hijo de 11 años de edad 4 días después.
Los testimonios de María Cruz Arcos, que se encontraba en el huerto cercano al cruce de carreteras, y Rafael Alday, estudiante donostiarra compañero de Gladys, que se hallaba en el lugar de los hechos, coinciden en que no hubo violencia alguna ni agresiones por parte de los manifestantes.

### Condecoraciones a Martínez Salas
Dos meses y medio después de salir la sentencia, el guardia civil Martínez Salas fue condecorado con la Cruz del Mérito de la Guardia Civil con distintivo blanco por el gobierno que presidía Leopoldo Calvo Sotelo (UCD) y en 1992 el gobierno presidido por Felipe González (PSOE) le otorgó la Cruz del Mérito Militar.
El 4 de marzo de 1993, el entonces ministro del Interior José Luis Corcuera a requerimiento del diputado de Izquierda Unida Antonio Romero, justificó y defendió el otorgamiento de la Cruz del Mérito Militar manifestando 

Martínez Salas se encuentra rehabilitado del delito de imprudencia temeraria, con resultado de muerte, después de haber cumplido la condena que le fue impuesta por los jueces”. “Cumplida la condena en la prisión correspondiente y reintegrado al servicio, observó una conducta intachable, habiendo obtenido la cancelación de antecedentes, conforme a lo dispuesto en el artículo 118 del Código Penal, desde el año 1987. Por tanto, esta persona es actualmente un miembro más del Cuerpo de la Guardia Civil con los mismos derechos y deberes que el resto de los integrantes del Cuerpo, y entre esos derechos figura el de poder acceder a las recompensas a las que se haga acreedor.

En 1984, el Tribunal Supremo confirmó el fallo, rechazando las tesis de la acusación particular de que el acusado había actuado con dolo y alevosía.
El Estado español no ha realizado ninguna acción de reconocimiento de Gladys del Estal. El ayuntamiento solicitó al Congreso de los Diputados que fuese oficialmente reconocida como víctima de la violencia policial, sin que este se pronunciara.

## Homenajes

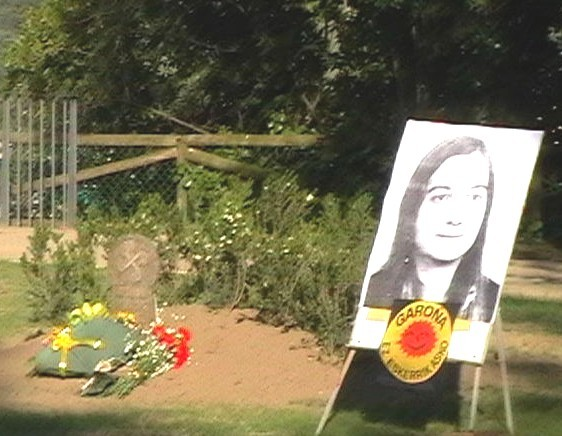
Homenaje a Gladys del Estal en 2006.

En Tudela hay una calle que lleva su nombre y en 2004 se colocó una placa en su recuerdo.
En San Sebastián, algunos colectivos populares solicitaron rebautizar el parque de Cristina Enea, ubicado en el barrio de Egia donde residía, con el nombre de "Gladys Enea". El ayuntamiento se negó a llevar a cabo este cambio, ya que contravenía una de las cláusulas que el Duque de Mandas había impuesto más de sesenta años antes para la cesión de la finca "Cristina Enea" a la ciudad, que incluía la de conservar el nombre del parque, así bautizado en recuerdo de la esposa del duque. Sin embargo, diversos colectivos han insistido en utilizar el nombre alternativo de "Gladys Enea". En 2009 se dio su nombre a la pasarela peatonal que une el Parque de Cristina Enea con el paseo de Federico García Lorca (junto al río y el puente Mundaiz), por encima de las vías del tren. En el verano de 2010 se puso la placa correspondiente junto a dicha pasarela.
En Piedralaves, Ávila, el de rock "Avance", dedicó a finales del año 79 una canción a Gladys del Estal. La canción narraba el trágico final de la joven, con una balada de protesta que triunfó en salas de conciertos y en las plazas de los pueblos de toda España: "Balada a una mujer anónima". Aunque el grupo no está en activo desde mediados de los 80, durante los últimos años se han vuelto a reunir para actuar en festivales benéficos y pequeños conciertos en directo, donde la canción dedicada a Gladys es una de las aclamadas siempre por el público.[cita requerida]